# Rockcreek
Rockcreek és una concentració de població designada pel cens dels Estats Units a l'estat d'Oregon. Segons el cens del 2000 tenia 9.404 habitants.

## Demografia
Segons el cens del 2000, Rockcreek tenia 9.404 habitants, 3.501 habitatges, i 2.559 famílies. La densitat de població era de 1.806,4 habitants per km².
Dels 3.501 habitatges en un 39,6% hi vivien nens de menys de 18 anys, en un 62,3% hi vivien parelles casades, en un 7,8% dones solteres, i en un 26,9% no eren unitats familiars. En el 20,3% dels habitatges hi vivien persones soles el 3,4% de les quals corresponia a persones de 65 anys o més que vivien soles. El nombre mitjà de persones vivint en cada habitatge era de 2,69 i el nombre mitjà de persones que vivien en cada família era de 3,15.
Per edats la població es repartia de la següent manera: un 28,6% tenia menys de 18 anys, un 7,5% entre 18 i 24, un 31,5% entre 25 i 44, un 25,6% de 45 a 60 i un 6,7% 65 anys o més.
L'edat mediana era de 35 anys. Per cada 100 dones de 18 o més anys hi havia 100,9 homes.
La renda mediana per habitatge era de 63.958 $ i la renda mediana per família de 71.377 $. Els homes tenien una renda mediana de 51.257 $ mentre que les dones 34.591 $. La renda per capita de la població era de 30.102 $. Aproximadament el 4,2% de les famílies i el 6,5% de la població estaven per davall del llindar de pobresa.

## Poblacions més properes
El següent diagrama mostra les poblacions més properes.